# Novo Cruzeiro
Novo Cruzeiro es un municipio brasileño del estado de Minas Gerais. Su población estimada en 2004 era de 30.302 habitantes.
Tierra del famoso Festival del Ron. 